# Jazz Review
Jazz Review è stato un periodico scozzese dedicato al jazz, fondato nel 1998 dall'ex redattore di The Wire Richard Cook e da Roger Spence dell'agenzia di talenti Direct Music Limited di Edimburgo.
Jazz Review copriva l'intera gamma della storia del jazz, attraverso lo swing e il bebop, il jazz moderno e l'avanguardia, ed era noto per il suo approccio accademico e la sua posizione indipendente, oltreché per le interviste ai principali artisti del genere, tra cui Keith Jarrett, Lee Konitz, Ornette Coleman, Dave Brubeck e Wynton Marsalis; tra gli speciali dedicati a indagini di carattere storico, figuravano quelli su Modern Jazz Quartet, Fletcher Henderson, Oscar Peterson e Andrew Hill. La rivista era anche rinomata per la trattazione del jazz britannico.
La morte di Richard Cook nel 2007 portò la rivista a funzionare senza un editore per sei mesi fino al 2008, quando Brian Morton venne nominato per la carica e Philip Clark venne scelto come editore delle recensioni. Mark Gilbert, ex vicedirettore, subentrò presto a Morton e fu l'ultimo editore.
La rivista era diventata bimestrale nel 2005. Jazz Review venne assorbita da una holding ad aprile 2009.